# Fisch (Christentum)

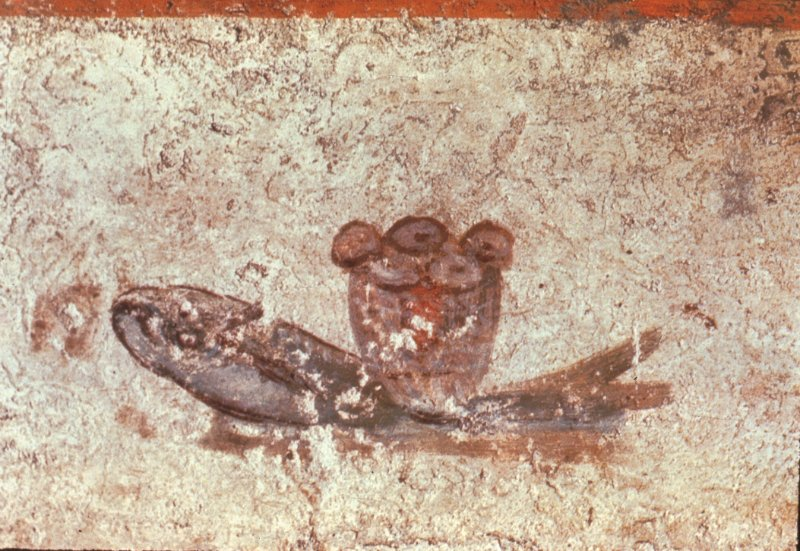
Eucharistische Fische, Wandmalerei aus der Calixtus-Katakombe, 2./3. Jahrhundert

Fisch als christliches Symbol

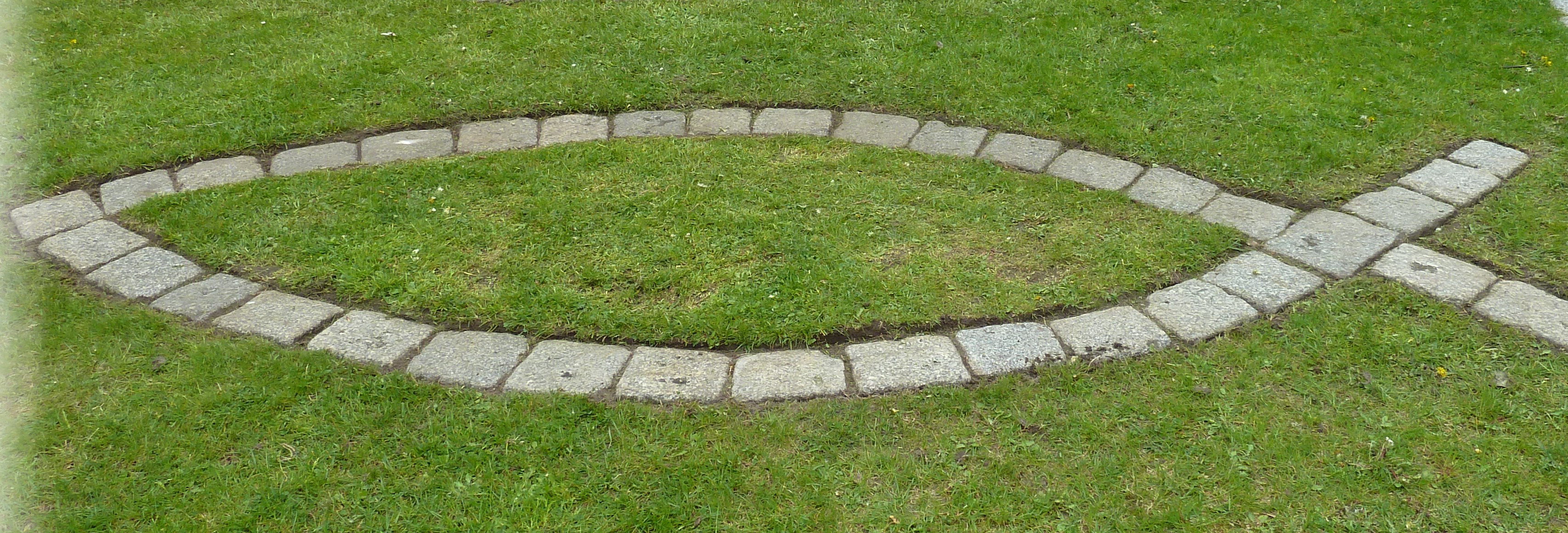
Fisch als Vorgartenschmuck

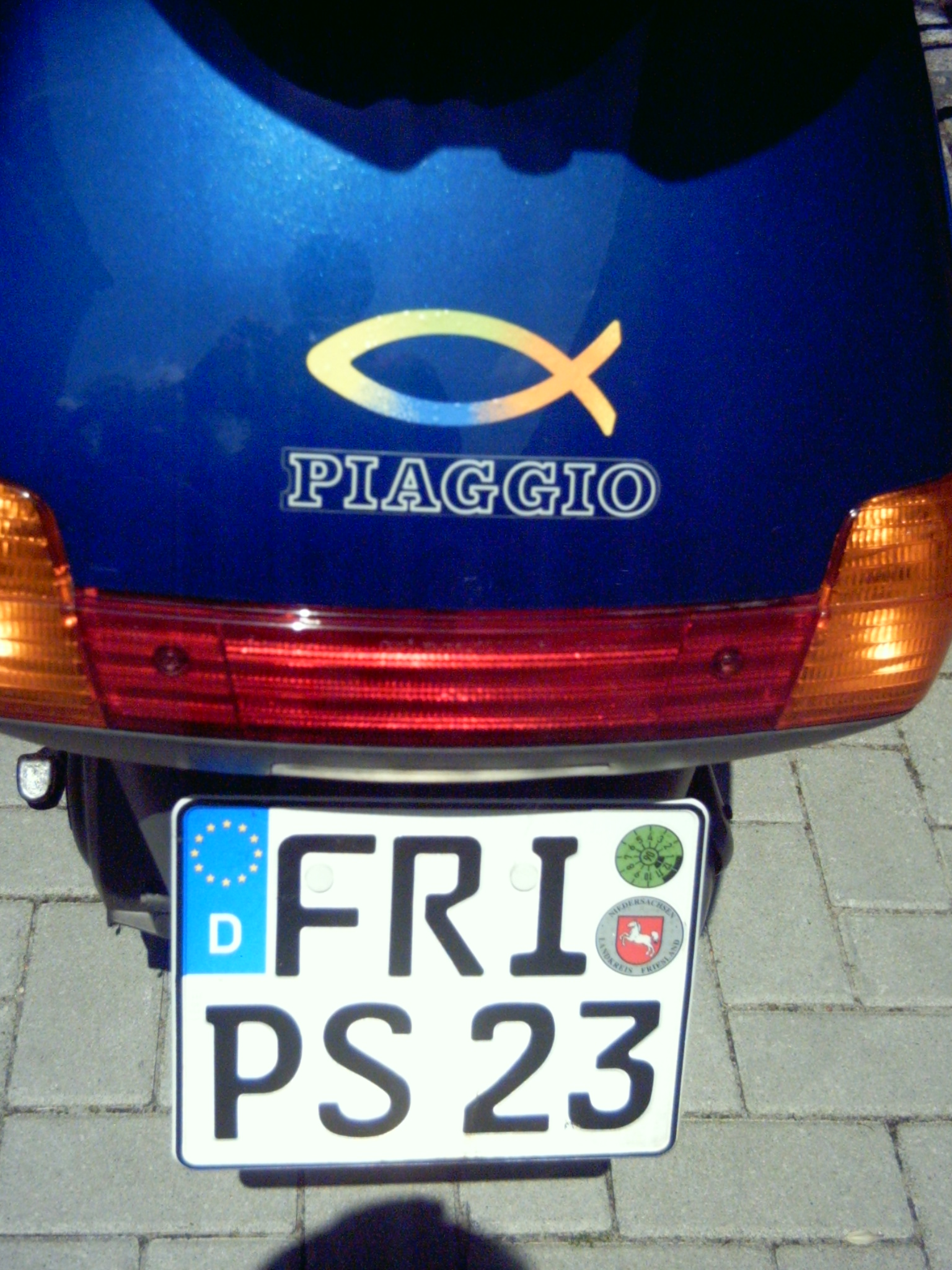
Ichthys-Symbol auf einem Motorroller mit zusätzlichem Hinweis auf Psalm 23 im Kennzeichen

Die eucharistischen Fische sind ein verbreitetes Bildmotiv der frühchristlichen Kunst und als Wandmalereien anzutreffen; eines der ersten Werke dieser Art findet sich in den Krypten der Lucina in der römischen Calixtus-Katakombe.

## Deutung
Das Fisch-Symbol und die Buchstabenfolge ΙΧΘΥΣ (Ichthys, griechisch für Fisch) spielten als Akrostichon und Akronym (oder Backronym, da es keine eindeutigen Beweise für die Bedeutung zum Entstehungszeitpunkt gibt) bereits im Urchristentum eine herausragende Rolle. Daran anknüpfend wurde die Eucharistie in den Wandmalereien der frühchristlichen Grabstätten meist als die wundersame Vermehrung der fünf Gerstenbrote und der zwei Fische zur Speisung der Fünftausend symbolisiert (Joh 6,1–15 ), bei der Jesus seinen Leib verhieß (Joh 6,51 ): „Ich bin das lebendige Brot, das vom Himmel herabgekommen ist. Wer von diesem Brot isst, wird in Ewigkeit leben. Das Brot, das ich geben werde, ist mein Fleisch, (ich gebe es hin) für das Leben der Welt.“ Neben der Einzeldarstellung eines Fisches, auf den ein Brotkorb gestellt ist, taucht das Motiv auch für die symbolisierende Darstellung des eucharistischen Sakraments auf: Dabei sitzen stets sieben (das heißt zum Heil berufene) Personen um einen Tisch. Auf dem Tisch stehen zwei oder drei Platten mit Broten und Fischen sowie Weingläser und am Boden Brotkörbe.

## Geschichte und Hintergrund
Eine mündlich tradierte und später in Schriftform festgehaltene Version erzählt, dass der Fisch als christliches Erkennungszeichen verwendet wurde. Das griechische Wort für Fisch ἰχθύς ichthýs, hier als Apronym, enthält ein kurzgefasstes Glaubensbekenntnis (Ἰησοῦς Χριστός Θεοῦ Υἱός Σωτήρ):
ΙΗΣΟΥΣ – Iēsoûs „Jesus“

ΧΡΙΣΤΟΣ – Christós „der Gesalbte“

ΘΕΟΥ – Theoû „Gottes“

ΥΙΟΣ – Hyiós „Sohn“

ΣΩΤΗΡ – Sōtér „Retter“/„Erlöser“
Das (I·Ch·Th·Y·S-)Symbol besteht aus zwei gekrümmten Linien, die einen Fisch darstellen. Historisch nicht belegt ist die Auffassung, dass es schon von den ersten Urchristen als Erkennungs- und Geheimzeichen benutzt wurde: Eine Person zeichnete einen Bogen in den Sand, die andere vollendete das Symbol mit dem Gegenbogen und zeigte sich damit als Bruder oder Schwester in Christus.
Tertullian (ca. 200 n. Chr.) spricht in seiner Schrift über die Taufe (De baptismo 1,3) von Christus als dem Ichthys, den Christen aber als „Fischlein“, die aus dem Ichthys geboren seien.
Der Fisch kann archetypisch und tiefenpsychologisch als Symbol für die (unter Wasser) verborgene Wahrheit gedeutet werden, die es zu fangen, also ans Licht zu holen gilt. Sie schillert zunächst im Verborgenen, entgleitet dem Fischer leicht, verspricht aber Nahrung. In der Geschichte vom Fischzug des Petrus erweist sich Jesus damit auch als Wegweiser zur Wahrheit.
Das Symbol bezieht sich auf den Satz aus dem Lukasevangelium (Lk 5,10 ) „Jesus sagte zu Petrus: ‚Fürchte dich nicht! Du wirst jetzt keine Fische mehr fangen, sondern Menschen für mich gewinnen.‘“

## Verwendung in der Moderne

Leitsymbol des Deutschen Evangelischen Kirchentags 2007 in Köln

Während das Symbol des Fischs nach dem 2. Jahrhundert im Christentum kaum eine Rolle gespielt hat, wird es in den letzten Jahrzehnten wiederbelebt.
Seit den 1970er Jahren ist das Fischsymbol millionenfach als christliches Zeichen auf Autos, Motorrollern und anderen Gegenständen zu sehen, anfangs vor allem im evangelikalen Bereich. Außerdem erscheint das Symbol immer öfter in kirchlichen Logos und Grafiken, bis hin zum (Wal-)Fisch des CVJM auf der Expo 2000 in Hannover oder zum Leitsymbol des Deutschen Evangelischen Kirchentags 2007 in Köln, als die Hohenzollernbrücke über den Rhein als überdimensionaler Fisch gestaltet war. Teilweise wird das Symbol selbst außerhalb der Kirchen verwendet, oft ohne Kenntnis des Hintergrunds.
Auch wird das Wort Ichthys zunehmend als Name gebraucht, von Kindergärten über Gottesdienste bis hin zu Kirchengemeinden oder kirchlichen Einrichtungen.

## Parodien und Polemik
Eine religionsparodistische Variante des Symbols macht sich über die Ablehnung der Evolutionstheorie durch Kreationisten lustig. Seit 1983 gibt es etwa den Gegenentwurf von Al Seckel und John Edwards. Um den Kreationismus zu ironisieren, entwarfen sie den Darwin-Fisch, der statt mit „Jesus“ mit „Darwin“ beschriftet ist und als Symbol der Evolutionstheorie Beine hat. Varianten davon zeigen zum Beispiel einen Fisch mit Beinen, der ein Werkzeug hält und mit „evolve“ beschriftet ist.

Darwin-Fisch als Zeichen der Evolution
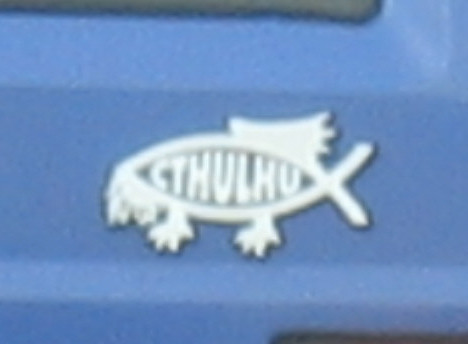
Cthulhu-Fisch als Symbol des Cthulhu-Mythos
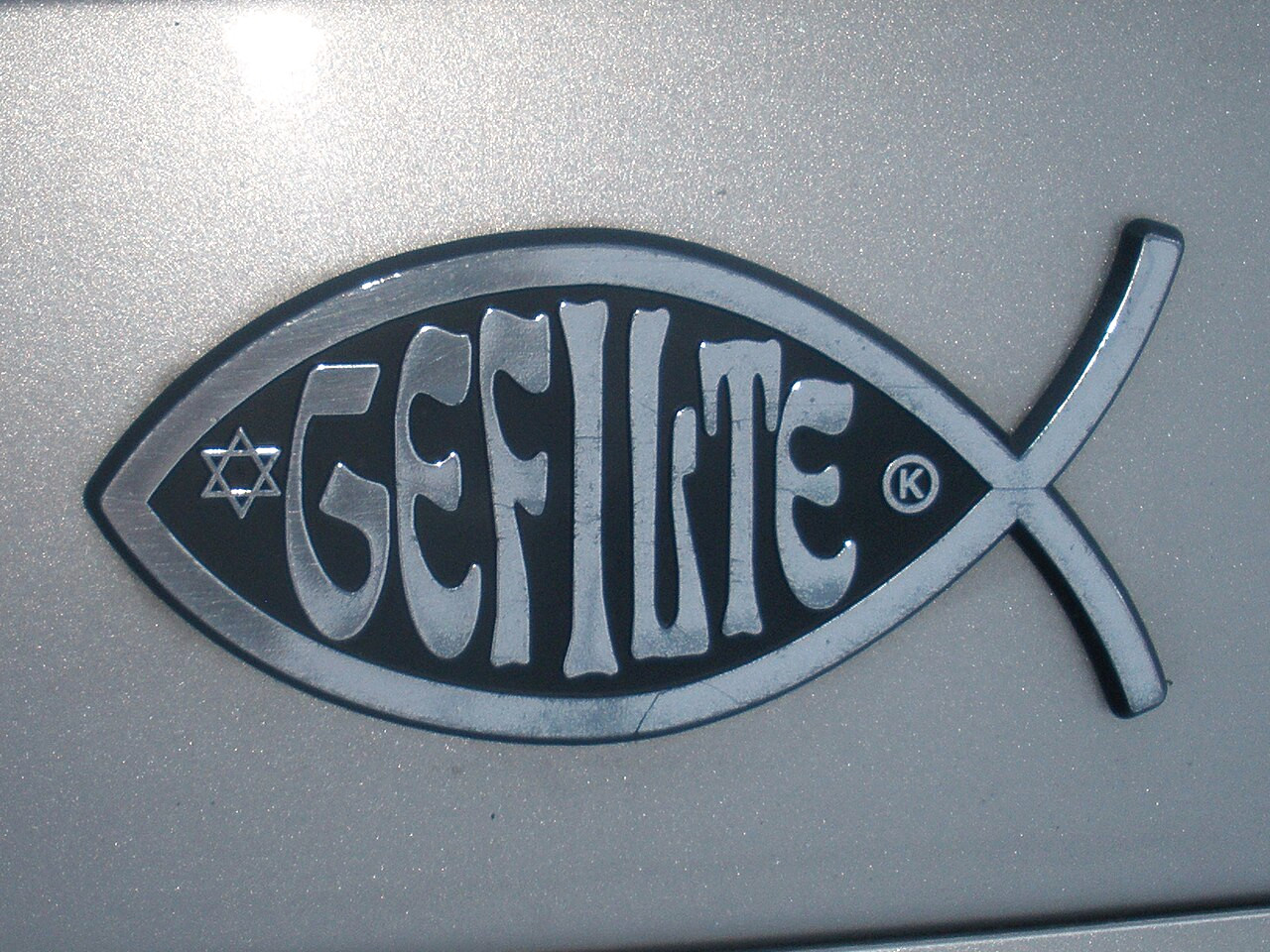
Gefilte Fisch als Anspielung auf ein traditionelles jüdisches Gericht
Trekhtys in Anlehnung an Star Trek
Fliegendes Spaghettimonster des Pastafarianismus
Russells Teekanne
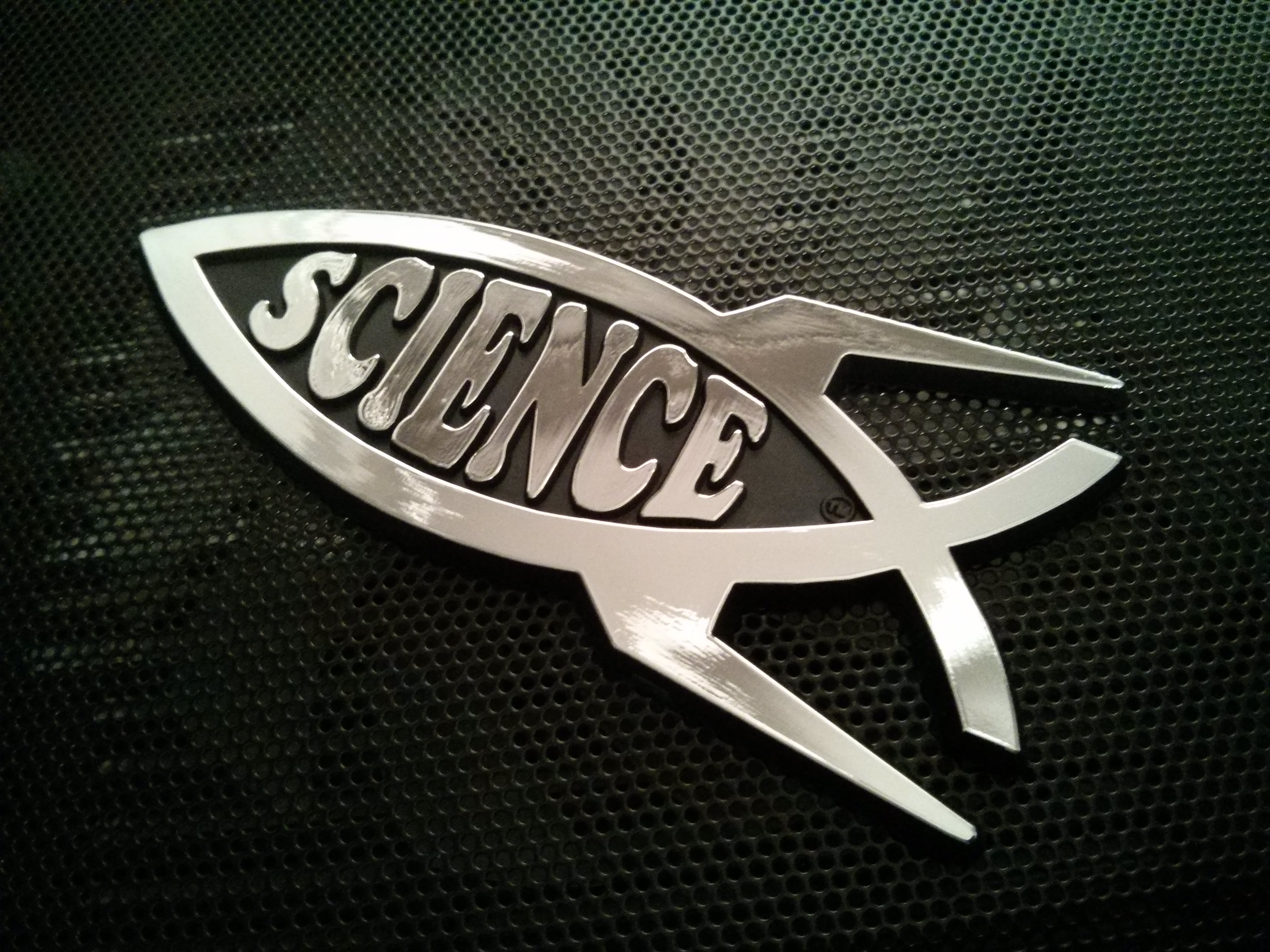
Wissenschaftsfisch
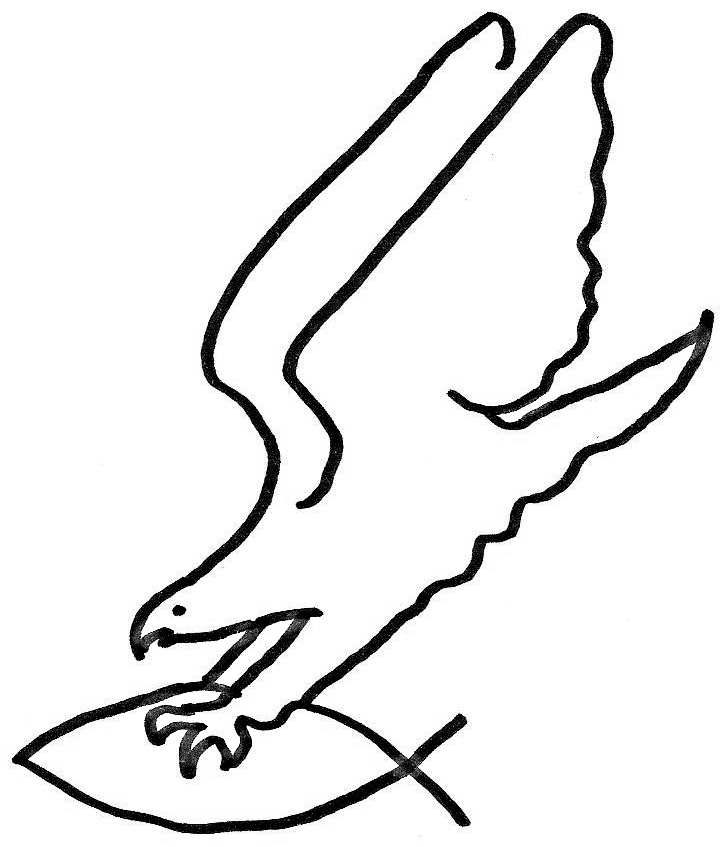
Adler fängt Fisch, Logo der verbotenen rechtsextremen Artgemeinschaft
Politische Polemik Netzwerk Linke Opposition (Fisch links als „Anti-Ichthys“ des christlichen Symbols rechts)